# Eric Bergshoeff
Eric Arnold Bergshoeff (Alphen aan den Rijn, 5 augustus 1955) is een Nederlandse theoretisch natuurkundige. Hij is sinds 1991 als hoogleraar in de Theoretische Hoge-Energie Fysica verbonden aan de Rijksuniversiteit Groningen.

## Leven en werk
Bergshoeff studeerde natuurkunde aan de Universiteit Leiden en haalde er zijn doctoraal in 1979. In 1983 promoveerde hij aan de Leidse universiteit op een proefschrift getiteld "Conformal Invariance in Supergravity". Hij was werkzaam aan de Brandeis Universiteit in Boston,  het Internationaal Centrum voor Theoretische Fysica (ICTP) in Triëst en voor het CERN in Genève. Hij publiceerde samen met zijn collega's Sezgin en Townsend een alternatief voor de zogenaamde snaartheorie. Voor het ontwikkelen van deze M-theorie stelde de Rijksuniversiteit Groningen in 2009 als eerbewijs de Sitter-leerstoel in en kende die aan hem toe.
Bergshoeff werd in 2010 door Koninklijke Nederlandse Akademie van Wetenschappen benoemd tot Akademiehoogleraar, waardoor hij zich gedurende vijf jaar "volledig kon wijden aan innovatief onderzoek en de begeleiding van jonge onderzoekers". Bergshoeff heeft (anno 2018) 213 wetenschappelijke publicaties en 12.000 citaties op zijn naam staan. Ook begeleidde hij 22 promovendi. Hij werd op 1 juni 2018 benoemd tot Ridder in de Orde van de Nederlandse Leeuw.